# مطار تايبيه سونغشان
مطار تايبيه سونغشان (إياتا: TSA، إيكاو: RCSS) هو مطار يقع في مدينة سونغشان في تايوان. يغطي المطار مساحة 182 هكتار (450 أكر).

## شركات الطيران والوجهات

Countries and cities with direct flights to Taipei Songshan

| شركـات طيـران           | الوجهات |
| ----------------------- | --- |
| طيران الصين             | مطار شانغهاي هونغكياو الدولي                                                                                                   |
| خطوط كل اليابان الجوية  | مطار طوكيو هانيدا الدولي |
| الخطوط الجوية الصينية   | مطار غيمبو الدولي، مطار شانغهاي هونغكياو الدولي، مطار طوكيو هانيدا الدولي                                                      |
| خطوط شرق الصين الجوية   | مطار شانغهاي هونغكياو الدولي                                                                                                   |
| إيفا للطيران            | مطار تشونغتشينغ جيانغبى الدولي، مطار غيمبو الدولي، مطار شانغهاي هونغكياو الدولي، مطار تيانجين الدولي، مطار طوكيو هانيدا الدولي |
| الخطوط الجوية اليابانية | مطار طوكيو هانيدا الدولي |
| خطوط ماندارين الجوية    | مطار فوتشو تشانغله الدولي، مطار كينمن، Nangan، مطار ماغونغ، Taitung، مطار ونزهو يونجقيانج الدولي، مطار ووهان الدولي            |
| خطوط شانغهاي الجوية     | مطار شانغهاي هونغكياو الدولي، مطار شانغهاي بودنغ الدولي                                                                        |
| خطوط سيتشوان الجوية     | مطار جينغديو الجديد |
| T'way Air               | مطار غيمبو الدولي |
| Uni Air                 | مطار ماتسو بيغان، Hualien، مطار كينمن، Nangan، مطار ماغونغ، مطار شانغهاي بودنغ الدولي، Taitung، مطار شيامن قاوتشي الدولي       |
| خطوط زيامن الجوية       | مطار فوتشو تشانغله الدولي، مطار شيامن قاوتشي الدولي                                                                            |